# Charles Luther
Karl August "Charles" Luther (Göteborg, 8 d'agost de 1885 – Göteborg, 24 de gener de 1962) va ser un atleta suec que va competir a començaments del segle xx.
El 1912 va prendre part en els Jocs Olímpics d'Estocolm, en què va guanyar una medalla de plata en la prova dels 4×100 metres relleus. En les altres dues proves del programa d'atletisme que disputà, els 100 i 200 metres quedà eliminat en semifinals.